# Listropsylla basilewskyi
Listropsylla basilewskyi är en loppart som beskrevs av Smit 1960. Listropsylla basilewskyi ingår i släktet Listropsylla och familjen mullvadsloppor. Inga underarter finns listade i Catalogue of Life.